# Liste der Kulturgüter in Ursins
Die Liste der Kulturgüter in Ursins enthält alle Objekte in der Gemeinde Ursins im Kanton Waadt, die gemäss der Haager Konvention zum Schutz von Kulturgut bei bewaffneten Konflikten, dem Bundesgesetz vom 20. Juni 2014 über den Schutz der Kulturgüter bei bewaffneten Konflikten sowie der Verordnung vom 29. Oktober 2014 über den Schutz der Kulturgüter bei bewaffneten Konflikten unter Schutz stehen.
Objekte der Kategorien A und B sind vollständig in der Liste enthalten, Objekte der Kategorie C fehlen zurzeit (Stand: 13. Oktober 2021).

## Kulturgüter
| Foto |                                                            | Objekt                                                                        | Kat. | Typ | Standort                          | Beschreibung |
| ---- | ---------------------------------------------------------- | ----------------------------------------------------------------------------- | ---- | --- | --------------------------------- | ------------ |
| ja   | Datei hochladen · Wikidata zu Römischer Schrein (Q3517675) | Römischer Schrein / Sanctuaire romain KGS-Nr.: 6506                           | A    | F   | Pré du Ruz 541119 / 176299        |              |
| ja   | Datei hochladen · Wikidata zu (Q29891551)                  | Reformierte Kirche Saint-Martin / Église réformée Saint-Martin KGS-Nr.: 14751 | B    | G   | Rue de l’Église 3 541119 / 176312 |              |